# Kirito (Sword Art Online)
Kirigaya Kazuto (桐ヶ谷 和人), tên khai sinh Narusaka Kazuto (鳴坂 和人), là nhân vật hư cấu và là nhân vật chính xuất hiện trong bộ light novel và anime Sword Art Online (SAO). Anh thường được biết đến với biệt danh Kirito (キリト, Kirito), ID name trong SAO của anh.

## Ý tưởng sáng tạo
Trong một buổi phỏng vấn với Kawahara Reki, khi được hỏi về tính cách của Kirito có dựa trên bản thân ông ta không, tác giả trả lời rằng ông không đưa các khía cạnh của bản thân vào nhân vật của mình.

## Tiểu sử
Kirito là một trong 1.000 người thử nghiệm beta được chọn cho phiên bản beta của Sword Art Online, trò chơi nhập vai trực tuyến nhiều người chơi trong thực tế ảo (VRMMORPG) đầu tiên cho NerveGear và sau đó đã tham gia phiên bản chính thức của trò chơi. Do đó, anh ấy trở thành một trong số 10.000 người chơi bị mắc kẹt trong Sword Art Online, nơi anh ấy vẫn là người chơi solo trong phần lớn thời gian của trò chơi, sẵn sàng đảm nhận vai trò Beater để giảm bớt sự phân biệt đối xử với những người thử nghiệm beta khác, cũng như tích cực tham gia vào các trận đánh Boss với tư cách là một trong những Clearers. Kirito tạm thời trở thành thành viên của Moonlit Black Cats sau khi giúp họ thoát khỏi ngục tối nguy hiểm một cách an toàn, nhưng trở lại làm người chơi solo khi một sai sót chết người dẫn đến cái chết của các thành viên guild khác. Tại một thời điểm nào đó trong trò chơi, Kirito được biết đến với cái tên «Hắc kiếm sĩ» (黒 の 剣 士, Kuro no Kenshi?) Do xu hướng mặc trang phục màu đen. Gần cuối trò chơi, Kirito gia nhập Knights of the Blood do thua cược với thủ lĩnh của nó, Heathcliff. Kirito cuối cùng đã kết thúc trò chơi bằng cách đánh bại trùm cuối, do đó hoàn thành trò chơi.
Vì Asuna và một nhóm nhỏ những người sống sót trong Sword Art Online không đăng xuất khỏi Sword Art Online sau sự cố, Kazuto bắt đầu chơi ALfheim Online với tư cách là một Spriggan do nhìn thấy ảnh chụp màn hình trong trò chơi về thứ giống Asuna, và vì vậy muốn để điều tra vấn đề. Sau khi giải phóng 300 người còn lại, Kazuto tiếp tục chơi ALfheim Online, dưới sự quản lý mới của công ty Ymir, với những người bạn cũ từ Sword Art Online, cũng như những người bạn mới từ ALfheim Online.
Do yêu cầu của Kikuoka Seijirou, Kazuto tạm thời chuyển đổi hình đại diện ALfheim Online của mình sang Gun Gale Online thông qua The Seed để điều tra một loạt cái chết kỳ lạ, được đồn đại là có liên quan đến một người chơi bí ẩn, tự xưng là Death Gun. Vì vậy, Kirito đã tham gia vào giải đấu lớn nhất trong game, Bullet of Bullets, để thu hút sự chú ý của người chơi bí ẩn.
Sau hậu quả của sự việc, Kazuto đã trở lại với hình đại diện của mình cho ALfheim Online và tiếp tục chơi nó với bạn bè của mình. Vài tháng sau, Kazuto được mời làm công việc bán thời gian để kiểm tra một cỗ máy FullDive mới có tên là Soul Translator, nhưng anh không hề hay biết, anh thực sự đang giúp đỡ một dự án quân sự có tên là Project Alicization.

## Giải thưởng
| Giải thưởng                | Đạt giải                         | T.k    |
| -------------------------- | -------------------------------- | ------ |
| Light novel của năm (2011) | Nhân vật nam xuất sắc (thứ ba)   | [ 2 ]  |
| Light novel của năm (2012  | Nhân vật nam xuất sắc (thứ nhất) | [ 3 ]  |
| Light novel của năm (2013) | Nhân vật nam xuất sắc (thứ nhất) | [ 4 ]  |
| Light novel của năm (2014) | Nhân vật nam xuất sắc (thứ ba)   | [ 5 ]  |
| Light novel của năm (2015) | Nhân vật nam xuất sắc (thứ ba)   | [ 6 ]  |
| Light novel của năm (2016) | Nhân vật nam xuất sắc (thứ hai)  | [ 7 ]  |
| Light novel của năm (2017) | Nhân vật nam xuất sắc (thứ hai)  | [ 8 ]  |
| Light novel của năm (2018) | Nhân vật nam xuất sắc (thứ nhất) | [ 9 ]  |
| Light novel của năm (2019) | Nhân vật nam xuất sắc (thứ ba)   | [ 10 ] |
| Light novel của năm (2020) | Nhân vật nam xuất sắc (thứ năm)  |        |